# Renate Gruber (Sammlerin)

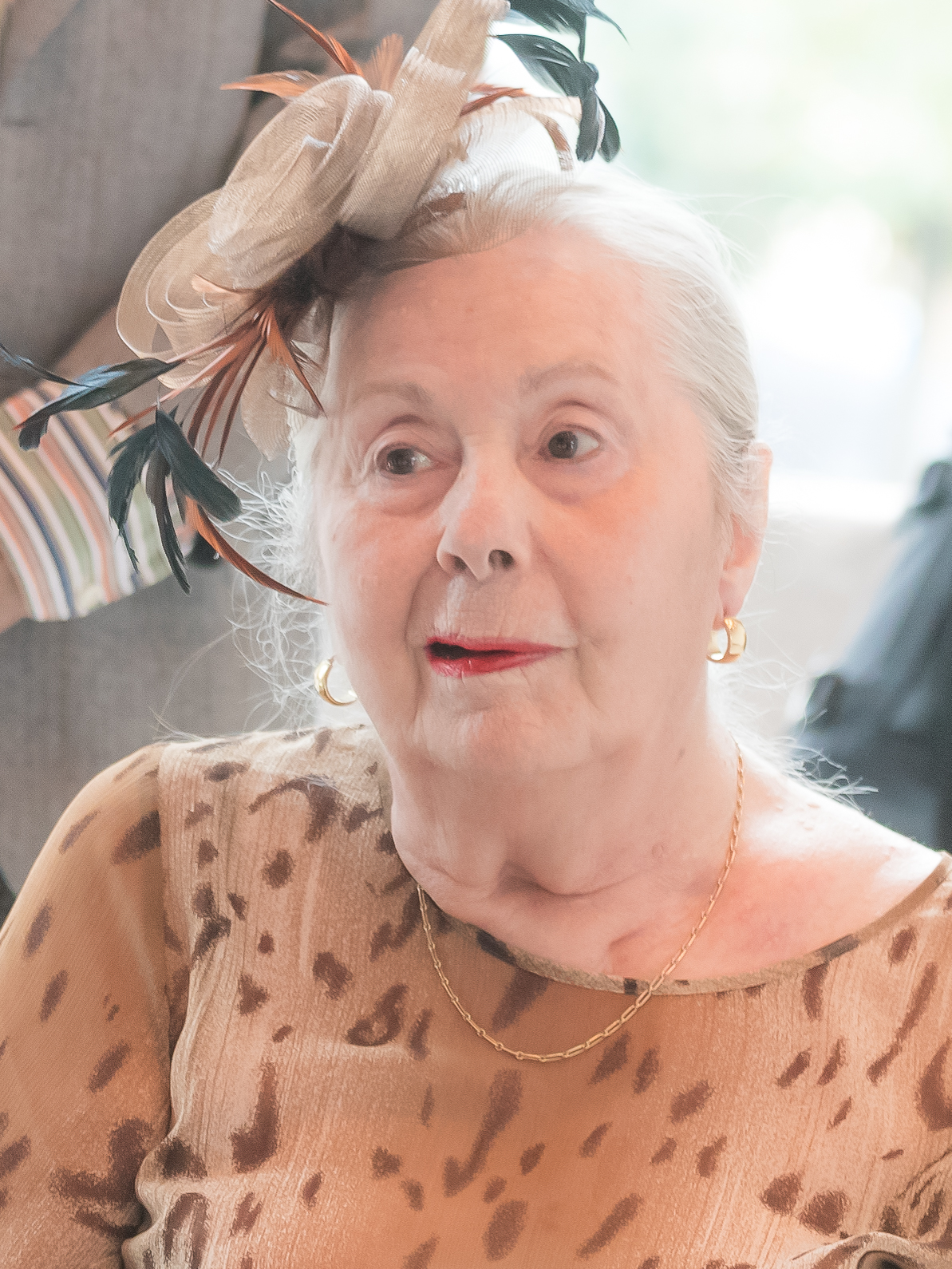
Renate Gruber (2019)

Renate Gruber (* 18. Juli 1936 als Renate Busch in Köln; † 30. Oktober 2022 ebenda) war eine deutsche Sammlerin von Fotokunst aus Köln. Sie galt als Expertin und Förderin der Fotografie und Zeitzeugin für die Geschichte zeitgenössischer Kunst in Köln.

## Leben
Fotografie von
Annie Leibovitz
Renate und Leo Fritz Gruber, 1989
Link zum Bild
(Bitte Urheberrechte beachten)
Renate Busch wurde als eines von elf Kindern ihrer Mutter in Köln geboren. Sie stand kurz davor, eine Berufsausbildung zu beginnen, als sie 1958 Leo Fritz Gruber kennenlernte, der von 1950 bis 1980 die Bilderschauen-Ausstellungen auf der Fotografie-Messe photokina organisierte. Am 5. Juni 1959 heiratete das Paar. An seiner Seite erarbeitete Renate Gruber sich ihre Kenntnisse der Fotografie und die Stellung einer Archivarin der lebenslangen Sammlung und Dokumentation. So kuratierte sie etwa die Photokina 1980 begleitende Fotoausstellung Das imaginäre Photo-Museum in der Josef-Haubrich-Kunsthalle mit, die in der deutschen und internationalen Presse als „einzigartig“ und „unwiederholbar“ bezeichnet wurde. Nachträglich erschien unter ihrer Herausgeberschaft ein Fotoband zur Ausstellung, der in mehreren Sprachen und Ländern verlegt wurde.
Gemeinsam mit Gruber baute sie eine große Sammlung von Materialien und Originalen zum Leben und Werk des Künstlers Man Ray auf, mit dem das Paar eine intensive zwanzigjährige Freundschaft pflegte. Weitere Freundschaften, etwa mit Irving Penn, Helmut Newton und anderen Fotografen, kamen im Laufe der Jahre dazu.
Nachdem das Museum Ludwig in den 1970ern unter Kulturdezernent Kurt Hackenberg etwa 800 Blatt der Sammlung der Grubers aufgekauft hatte (nach Aussage von Renate Gruber, um ihre fehlende Altersvorsorge zu kompensieren), stiftete das Paar dem Museum die restlichen Objekte der Sammlung, die 2014 etwa 4500 Blatt umfasste. Renate Gruber leitete das Verzeichnisprojekt dieser Sammlung, dessen Patronin sie auch war. Das Man-Ray-Archiv verkaufte sie 2012 an das Museum Ludwig.
Als Ehrenmitglied der Deutschen Gesellschaft für Photographie (DGPh) galt sie auch in fortgeschrittenem Alter als „sehr aktiv“, beriet den Vorstand des Festivals der Internationalen Photoszene Köln und hielt Vorträge, etwa zu Man Ray. Das Museum Ludwig produzierte 2017 eine 21-teilige Videoserie mit ihren Erinnerungen. Neben der L.-Fritz-Gruber-Sammlung betreute sie den gesamten dokumentarischen Nachlass der Familie Gruber (inklusive 14.000 dokumentarischer Fotografien), den das Paar 1984 vertraglich an das Historische Archiv der Stadt Köln vermacht hatte, und der mit dessen Einsturz in großen Teilen stark beschädigt oder zerstört wurde. Obwohl sie den mutmaßlichen Verlust des Nachlasses „fast wie einen zweiten Tod“ empfunden hatte, gab sie in den Jahren danach neue Fotos an das Kölner Archiv ab – weil sie „ein Zeichen setzen“ wollte für „unser unglaubliches Archiv [, das …] wieder auferstehen“ soll.
Renate Gruber lebte und arbeitete in Köln. Sie sagte von sich selbst, dass die Fotografie sie „unendlich bereichert und [sie] mit sehr vielen, interessanten Menschen zusammengebracht“ habe. Selber habe sie zeitlebens nie ein Foto gemacht.
Renate Gruber starb 2022 im Alter von 86 Jahren und wurde in der Familiengrabstätte auf dem Kölner Melaten-Friedhof beigesetzt.

## Auszeichnungen
- Ehrenmitglied der Deutschen Gesellschaft für Photographie (DGPh)[1]
- Ehrenvorsitzende der Jury des Fotowettbewerbs L. Fritz Gruber Preis an der Universität zu Köln.[20]

## Publikationen

### Mitwirkung
- Stadt Köln, Museum Ludwig (Hrsg.): Bilder der Stille / Sammlung Gruber, Museum Ludwig. Ausstellung und Katalog: Renate Gruber. Museum Ludwig, Köln 1986.
- Heinz Held: Köln in Wirtschaftswunderzeiten. mit Beiträgen von Joachim Born und Renate Gruber. Hrsg.: Werner Schäfke. Emons, Köln 2011, ISBN 978-3-89705-874-3.
- Eva Weissweiler für den Kölner Autorenverband AURA 09 (Hrsg.): Klaus Kammerichs Bildlegenden : Fotografien von 1948–1954 [Ausstellung: 11. Januar – 22. Februar 2015, Auferstehungskirche Köln-Buchforst]. Mit einer Einführung von Renate Gruber. Free-Pen-Verlag, Bonn 2015, ISBN 978-3-945177-18-1.
- George Holz: Holz Hollywood: 30 years of portraits. Vorwort von Renate Gruber. Daab, Köln 2015, ISBN 978-3-942597-32-6.

### Herausgeberschaft
- Helmut Gernsheim: Das imaginäre Photo-Museum: Meisterwerke aus 140 Jahren Photographie / Renate und L. Fritz Gruber. Hrsg.: Renate Gruber (= DuMont-Foto. Nr. 3). DuMont-Buchverlag, Köln 1981, ISBN 3-7701-1359-4.
  - The imaginary photo museum / Renate and Fritz Gruber. With 457 photographs from 1836 to the present. Harmony Books, New York 1982, ISBN 0-517-54844-5 (englisch, Originaltitel: Das imaginäre Photo-Museum. Übersetzt von Michael Rollof).